# Can I Be Your Bratwurst, Please?
Pour plus de détails, voir Fiche technique et Distribution.
Can I Be Your Bratwurst, Please? est un court-métrage camp réalisé par Rosa von Praunheim en 1999, avec la star de porno américaine Jeff Stryker dans le rôle principal.

## Synopsis
Un très bel homme charismatique arrive à Hollywood et occupe une chambre de motel. Le patron des lieux, un homme d'une cinquantaine d'année avec un fort accent allemand, ainsi que sa communauté d'habitués sont alors envoûtés par l'étranger. Tour à tour ils et elles se retrouvent plongées dans des visions érotiques avant de tenter de le flatter. Ils et elles l'invitent finalement à un repas de Noël. Le jeune homme accepte gentiment l'invitation, mais il ne se doute pas qu'au lieu de la traditionnelle oie de Noël, il sera servi à la veillée festive.

## Fiche technique
Source IMDb
- Titre original : Can I Be Your Bratwurst, Please?
- Réalisation : Rosa von Praunheim
- Scénario : Lawrence Elbert, Rosa von Praunheim
- Société de production : Ziegler Film GmbH & Co. KG (Berlin + Köln)
- Co-production : Westdeutscher Rundfunk (WDR) (Köln)
- Caméra : Lorenz Haarmann
- Montage : Lorenz Haarmann, Rosa von Praunheim
- Musique : Alan Ari Lazar
- Pays de production : Allemagne et États-Unis
- Langue : anglais
- Durée : 28 minutes
- Genre : court métrage de comédie
- Format : Couleur - 35 mm - 1,85:1 - Dolby SR
- Métrage : 795 mètres
- Dates de sortie : 
  - États-Unis : 18 juin 1999  (San Francisco International Lesbian and Gay Film Festival) ; 12 octobre 1999 (Rochester ImageOut Lesbian and Gay Film and Video Festival)
  - Allemagne : 27 novembre 1999 (Verzaubert Film Festival)
  - France : 16 octobre 2003 (Festival du Cinéma allemand de Paris)

## Distribution
Source IMDb
- Jeff Stryker : le très bel homme charismatique
- Karl-Heinz Teuber : le patron du motel
- Luzy Kryn
- Sirena Irwin
- Vaginal Davis
- Selene Luna
- Dena Drotar
- Aaron Brumfeld